# 小飼雅道
小飼雅道（（日語）こがい まさみち，1954年8月24日—）乃日本馬自達汽車公司的第15任社長；在他任內期間，推出大改款的馬自達3、馬自達2、馬自達CX-3、馬自達MX-5等車系。座右銘為「盡人事、聽天命（（日語）人事を尽くして天命を待つ）」。

## 生平略歷
- 1954年：出生於日本長野縣茅野市。
- 1977年：自東北大學工學部畢業，進入東洋工業（馬自達汽車公司前身）工作。
- 1998年：任車輛技術部部長一職。
- 2003年：就任技術本部副部長。
- 2004年：擔任防府工廠廠長。
- 2006年：調任至泰國，擔任與福特汽車合資的AutoAlliance Thailand公司社長。
- 2008年：升任技術本部部長。
- 2011年：升任執行副總。
- 2013年：自山內孝手中接任第15任社長[2]。
- 2018年：6月將社長一職交棒給丸本明之後，升任董事會會長、馬自達財團理事長[3]、日本汽車工業協會副會長[4]。
- 2019年：擔任廣島商工會議所（日语：広島商工会議所）副會長[5]。

## 外部連結
- （日語）President Online：マツダ社長兼CEO小飼雅道「モノ造り革新」が円高是正で威力を発揮 （页面存档备份，存于）